# سفيدآب
سفيد آب (بالفارسية: سفیدآب) هي قرية أفغانية في مقاطعة خواهان التابعة لولاية بدخشان الواقعة في شمال شرق أفغانستان.